# Grupno prvenstvo Splitskog nogometnog podsaveza 1956./57.
Grupno prvenstvo Splitskog nogometnog podsaveza je u sezoni 1956./57. predstavljalo ligu četvrtog ranga nogometmog prvenstva Jugoslavije. 

## VIII. grupa

### Ljestvica
| Poredak | Klub               | utakmica | Pobjeda | Neodlučeno | Poraza | Postigli golova | Primili golova | Gol-razlika | Bodova |
| ------- | ------------------ | -------- | ------- | ---------- | ------ | --------------- | -------------- | ----------- | ------ |
| 1.      | Nada Split         | 16       | 14      | 2          | 0      | 60              | 14             | +46         | 30     |
| 2.      | Sjever Split       | 16       | 12      | 1          | 3      | 49              | 14             | +35         | 25     |
| 3.      | Tekstilac Sinj     | 16       | 9       | 2          | 5      | 47              | 36             | +11         | 20     |
| 4.      | Primorac Stobreč   | 16       | 9       | 2          | 5      | 36              | 34             | +2          | 20     |
| 5.      | Omiš               | 16       | 6       | 3          | 7      | 26              | 30             | -4          | 15     |
| 6.      | Sloga Mravince     | 16       | 4       | 3          | 9      | 34              | 35             | -1          | 11     |
| 7.      | Uskok Klis         | 16       | 4       | 1          | 11     | 31              | 48             | -17         | 9      |
| 8.      | Borac Glavice      | 16       | 4       | 0          | 12     | 31              | 53             | -22         | 8      |
| 9.      | Proleter Dugopolje | 16       | 1       | 2          | 13     | 23              | 79             | -56         | 3      |

### Rezultatska križaljka
| kratica | klub               | BOR | NADA | OMIŠ | PRI | PRO | SJE | SLO | TEK | USK |
| --- | ------------------ | --- | ---- | ---- | --- | --- | --- | --- | --- | --- |
| BOR | Borac Glavice      |     |      |      |     |     |     |     |     |     |
| NADA | Nada Split         |     |      |      |     |     |     |     |     |     |
| OMIŠ | Omiš               |     |      |      |     |     |     |     |     |     |
| PRI | Primorac Stobreč   |     |      |      |     |     |     |     |     |     |
| PRO | Proleter Dugopolje |     |      |      |     |     |     |     |     |     |
| SJE | Sjever Split       |     |      |      |     |     |     |     |     |     |
| SLO | Sloga Mravince     |     |      |      |     |     |     |     |     |     |
| TEK | Tekstilac Sinj     |     |      |      |     |     |     |     |     |     |
| USK | Uskok Klis         |     |      |      |     |     |     |     |     |     |
| |                    |     |      |      |     |     |     |     |     |     |
| podebljan rezultat - utakmice od 1. do 9. kola (1. utakmica između klubova) rezultat normalne debljine - utakmice od 10. do 18. kola (2. utakmica između klubova) rezultat nakošen - nije vidljiv redoslijed odigravanja međusobnih utakmica iz dostupnih izvora rezultat nakošen i smanjen * - iz dostupnih izvora nije uočljiv domaćin susreta prekrižen rezultat - poništena ili brisana utakmica p - utakmica prekinuta 3:0 p.f. / 0:3 p.f. - rezultat 3:0 bez borbe |                    |     |      |      |     |     |     |     |     |     |